# Зґожалово
Зґожалово (пол. Zgorzałowo) — село в Польщі, у гміні Вонсево Островського повіту Мазовецького воєводства.
Населення — 146 осіб (2011).
У 1975-1998 роках село належало до Остроленцького воєводства.

## Демографія
Демографічна структура станом на 31 березня 2011 року:
|          | Загалом | Допрацездатний вік | Працездатний вік | Постпрацездатний вік |
| -------- | ------- | ------------------ | ---------------- | -------------------- |
| Чоловіки | 77      | 11                 | 55               | 11                   |
| Жінки    | 69      | 17                 | 30               | 22                   |
| Разом    | 146     | 28                 | 85               | 33                   |